# 八幡濱站
八幡濱站（日语：／ Yawatahama eki */?）是一位於日本愛媛縣八幡濱市，隸屬於四國旅客鐵道（JR四國）的鐵路車站，車站編號為U18，停靠所有等級普通列車。也是其中一個區間車的終點站，車站旁邊設有供乘務員留宿用的宿舍。車站副題為「甘香的蜜柑與四國最西端的車站」（みかんの香る四国最西端の駅）。
本站是前往八幡濱港的下車站，月台上掛有「別府連絡」的提示燈箱，可步行或乘車前往八幡濱港碼頭，再經渡輪前往九州的臼杵港和別府港。亦可乘坐巴士前往四國最西端的佐田岬半島。
雖然是八幡濱市的中心車站，但車站位置並非座落於市中心區，須利用其他交通工具接駁。過往本站曾經是其中一個貨運站，站內設有貨物列車專用路軌及停貨場，但經歷過兩次取消貨運服務。當中曾打算在新線（向井原站～內子站～伊予大洲站）通車後重開貨物列車，後來雖然恢復貨運服務，但卻以ORS形式運作，直至第二次取消貨運服務為止，均未曾再有任何貨物列車駛進。

## 車站構造
設有單層水泥站舍一座，外觀上像設有兩層，但實際是中央的車站大堂部份的天花板達至兩層的高度，「二樓」只是天井部份，而窗戶亦只是用作採光之用。站內設有站務室、附設綠窗口的售票窗口、旅遊中心Warp Plaza、候車室、自動售票機、四國便利商店，物產商店、儲物櫃及站內洗手間等，而車站外亦有獨立的洗手間。
設有側式月台及島式月台各1個，共提供2面3線的配置。側式的1號月台為全上行方向列車，島式月台方面，2號月台則全為下行方向列車，3號月台則多用作區間車的起訖月台、或是避車時的停靠月台。月台之間以行人天橋連接。
在1號月台及2號月台中間，另設有1條通過線道，而3號月台旁有多條停泊側線及車庫，既是舊有貨物車站所遺留的軌道，也是區間車停泊處。

### 月台配置
| 月台 | 路線    | 方向         | 目的地                       | 備註                       |
| ---- | ------- | ------------ | ---------------------------- | -------------------------- |
| 1    | ■予讚線 | 上行         | 伊予市、松山、高松、岡山方向 | 所有特急列車及部份普通列車 |
|      | ■予讚線 | （通過軌道） |                              |                            |
| 2    | ■予讚線 | 下行         | 宇和島方向                   | 所有特急列車及部份普通列車 |
| 3    | ■予讚線 | 上行         | 伊予市、松山方向             | 區間車起訖或避車時使用     |
| 3    | ■予讚線 | 下行         | 宇和島方向                   | 區間車起訖或避車時使用     |

## 歷史
- 1939年2月6日：開業。
- 1984年2月1日：第一次取消貨運服務。
- 1987年4月1日：日本國鐵分割民營化，車站的營運由JR四國及JR貨物繼承，同時恢復辦理貨運，但除了極特殊的情況外，均採用貨櫃車轉運至提供松山貨物總站再轉至貨運列車（ORS形式）。
- 2006年4月1日：第二次取消貨運服務，JR貨物撒出本站。

## 利用人數
根據JR四國的公佈，2013年在所有車站中排名第20。
| 乗車人員推算 | 乗車人員推算         | 乗車人員推算     |
| 年度         | 1日平均人數 (愛媛縣) | 1日平均人數 (JR) |
| ------------ | -------------------- | ---------------- |
| 2000         | 1,247                | ---              |
| 2001         | 1,211                | ---              |
| 2002         | 1,149                | ---              |
| 2003         | 1,142                | ---              |
| 2004         | 1,113                | ---              |
| 2005         | 1,143                | ---              |
| 2006         | 1,098                | ---              |
| 2007         | 1,083                | ---              |
| 2008         | 1,054                | ---              |
| 2009         | 993                  | ---              |
| 2010         | ---                  | ---              |
| 2011         | ---                  | ---              |
| 2012         | ---                  | ---              |
| 2013         | ---                  | 1,121            |

## 相鄰車站
四國旅客鐵道（JR四國）
■予讚線
■特急「宇和海」
伊予大洲（U14） - 八幡濱（U18） - 卯之町（U22）
■旅遊列車「伊予灘物語」
伊予大洲（U14）－八幡濱（U18）
■普通
千丈（U17）－八幡濱（U18）－雙岩（U19）

## 外部連結
- JR四國八幡濱站官方網頁。（日語）
- NHK 於2009年製作《日本木造站舍之旅》有閞八幡濱站的影片 （页面存档备份，存于）